# Володимирівська сільська рада (Скадовський район)
Володи́мирівська сільська́ ра́да — адміністративно-територіальна одиниця та орган місцевого самоврядування у Скадовському районі Херсонської області. Адміністративний центр — село Володимирівка.

## Загальні відомості
- Територія ради: 4,099 км²
- Населення ради: 1 913 особи (станом на 2001 рік)
- Водоймища на території, підпорядкованій даній раді: Чорне море

## Населені пункти
Сільській раді були підпорядковані населені пункти:
- с. Володимирівка
- с. Лиманське
- с. Новоросійське

## Склад ради
Рада складалася з 20 депутатів та голови.
- Голова ради: Кость Анатолій Йосипович
- Секретар ради: Потрух Тетяна Володимирівна

### Керівний склад попередніх скликань
| Прізвище, ім'я, по батькові | Основні відомості                                                 | Дата обрання | Дата звільнення |
| --------------------------- | ----------------------------------------------------------------- | ------------ | --------------- |
| Дригваль Віктор Григорович  | Сільський голова, 1949 року народження, член Народної партії      | 26.03.2006   | 01.02.2010      |
| Кость Анатолій Йосипович    | Сільський голова, 1966 року народження, освіта вища, безпартійний | 31.10.2010   |                 |

Примітка: таблиця складена за даними сайту Верховної Ради України

### Депутати
За результатами місцевих виборів 2010 року депутатами ради стали:

#### За суб'єктами висування
| Суб'єкт висування | Кількість обраних депутатів | %  |
| ----------------- | --------------------------- | -- |
| Самовисування     | 11                          | 55 |
| Партія регіонів   | 8                           | 40 |
| Єдиний Центр      | 1                           | 5  |

#### За округами
| № округу        | Прізвище, ім'я, по батькові     | Дата визнання обраним | Освіта             | Партійна приналежність                        | Відомості про обраного депутата                                |
| --------------- | ------------------------------- | --------------------- | ------------------ | --------------------------------------------- | -------------------------------------------------------------- |
| Єдиний Центр    |                                 |                       |                    |                                               |                                                                |
| 16              | Щуров Олег Петрович             | 04.11.2010            | середня            | позапартійний                                 | Скадовський РЕС, майстер-електрик                              |
| Партія регіонів |                                 |                       |                    |                                               |                                                                |
| 3               | Замараєва Марія Петрівна        | 04.11.2010            | середня спеціальна | член Партії регіонів                          | Володимирівська загальноосвітня школа І-ІІІ ст., секретар      |
| 4               | Савицька Ірина Олександрівна    | 04.11.2010            | вища               | член Партії регіонів                          | Володимирівська загальноосвітня школа І-ІІІ ст., вчитель       |
| 7               | Зануденко Галина Володимирівна  | 04.11.2010            | середня спеціальна | член Партії регіонів                          | Володимирівська загальноосвітня школа І-ІІІ ст., техпрацівниця |
| 8               | Русінова Галина Іванівна        | 04.11.2010            | вища               | член Партії регіонів                          | Володимирівський ветпункт, ветеринар                           |
| 9               | Кучеренко Ганна Павлівна        | 04.11.2010            | середня спеціальна | член Партії регіонів                          | тимчасово не працює                                            |
| 10              | Ішкініна Олена Іванівна         | 04.11.2010            | середня спеціальна | позапартійна                                  | приватний підприємець                                          |
| 17              | Беревич Лариса Миколаївна       | 04.11.2010            | середня спеціальна | член Партії регіонів                          | тимчасово не працює                                            |
| 18              | Кудрявцева Наталя Миколаївна    | 04.11.2010            | середня            | член Партії регіонів                          | Володимирівський ясла-садок, вихователь                        |
| Самовисування   |                                 |                       |                    |                                               |                                                                |
| 1               | Кулікова Оксана Володимирівна   | 04.11.2010            | вища               | член Всеукраїнського об'єднання «Батьківщина» | Володимирівська сільська рада, головний бухгалтер              |
| 2               | Пендак Людмила Іванівна         | 04.11.2010            | середня спеціальна | позапартійна                                  | тимчасово не працює                                            |
| 5               | Потрух Тетяна Володимирівна     | 04.11.2010            | вища               | член Всеукраїнського об'єднання «Батьківщина» | Володимирівська сільська рада, секретар виконавчого комітету   |
| 6               | Нікішенко Валентина Олексіївна  | 27.12.2010            | вища               | позапартійна                                  | Володимирівська загальноосвітня школа, вчитель                 |
| 11              | Ніконова Лілія Іванівна         | 04.11.2010            | середня            | член Всеукраїнського об'єднання «Батьківщина» | приватний підприємець                                          |
| 12              | Плеснявцева Людмила Анатоліївна | 04.11.2010            | середня спеціальна | позапартійна                                  | тимчасово не працює                                            |
| 13              | Крупа Наталя Леонідівна         | 04.11.2010            | вища               | член Всеукраїнського об'єднання «Батьківщина» | Володимирівський будинок культури, концертмейстер              |
| 14              | Дєдова Валентина Володимирівна  | 27.12.2010            | середня спеціальна | позапартійна                                  | Володимирівський ясла-садок, завгосп                           |
| 15              | Старостенко Людмила Вікторівна  | 04.11.2010            | середня спеціальна | член Народної партії                          | Новоросійський фельдшерсько-акушерський пункт, завідувач       |
| 19              | Малечко Надія Іванівна          | 27.12.2010            | середня спеціальна | позапартійна                                  | ТОВ «Володимирівка», головний бухгалтер                        |
| 20              | Кілочок Олена Леонідівна        | 04.11.2010            | вища               | член Всеукраїнського об'єднання «Батьківщина» | Новоросійський сільський клуб, завідувач                       |

## Населення
Згідно з переписом УРСР 1989 року чисельність наявного населення сільської ради становила 1773 особи, з яких 833 чоловіки та 940 жінок.
За переписом населення України 2001 року в сільській раді мешкало 1900 осіб.

### Мова
Розподіл населення за рідною мовою за даними перепису 2001 року:
| Мова       | Відсоток |
| ---------- | -------- |
| українська | 86,25 %  |
| російська  | 8,78 %   |
| білоруська | 2,30 %   |
| вірменська | 1,83 %   |
| молдовська | 0,68 %   |